# Ignazio Sanna
Ignazio Sanna (ur. 20 lutego 1942 w Orune) – włoski duchowny katolicki, arcybiskup Oristano w latach 2006-2019, przewodniczący Papieskiej Akademii Teologicznej w latach 2019-2022.

## Życiorys
Święcenia kapłańskie otrzymał 11 marca 1967 i został inkardynowany do diecezji Nuoro. Przez kilka lat studiował w Rzymie i uzyskał tytuły doktora teologii, filozofii oraz prawa kanonicznego. Pracował przede wszystkim jako wykładowca Papieskiego Uniwersytetu Laterańskiego (był także dziekanem wydziału teologii tejże uczelni oraz jej prorektorem). 
22 kwietnia 2006 papież Benedykt XVI mianował go ordynariuszem archidiecezji Oristano. Sakry biskupiej udzielił mu 25 czerwca 2006 kardynał Camillo Ruini.
4 maja 2019 papież przyjął jego rezygnację z pełnionego urzędu, złożoną ze względu na wiek. 3 czerwca tegoż roku mianował go przewodniczącym Papieskiej Akademii Teologicznej. 6 sierpnia 2022 papież Franciszek zwolnił go z funkcji przewodniczącego Papieskiej Akademii Teologicznego. Jego następcą został Antonio Staglianò.